# Journal of Biblical Literature
 (janvier 2021).
La mise en forme du texte ne suit pas les recommandations de Wikipédia : il faut le « wikifier ».
Les points d'amélioration suivants sont les cas les plus fréquents :
- Les titres sont pré-formatés par le logiciel. Ils ne sont ni en capitales, ni en gras.
- Le texte ne doit pas être écrit en capitales (les noms de famille non plus), ni en gras, ni en italique, ni en « petit »…
- Le gras n'est utilisé que pour surligner le titre de l'article dans l'introduction, une seule fois.
- L'italique est rarement utilisé : mots en langue étrangère, titres d'œuvres, noms de bateaux, etc.
- Les citations ne sont pas en italique mais en corps de texte normal. Elles sont entourées par des guillemets français : « et ».
- Les listes à puces sont à éviter, des paragraphes rédigés étant largement préférés. Les tableaux sont à réserver à la présentation de données structurées (résultats, etc.).
- Les appels de note de bas de page (petits chiffres en exposant, introduits par l'outil «  Source ») sont à placer entre la fin de phrase et le point final[comme ça].
- Les liens internes (vers d'autres articles de Wikipédia) sont à choisir avec parcimonie. Créez des liens vers des articles approfondissant le sujet. Les termes génériques sans rapport avec le sujet sont à éviter, ainsi que les répétitions de liens vers un même terme.
- Les liens externes sont à placer uniquement dans une section « Liens externes », à la fin de l'article. Ces liens sont à choisir avec parcimonie suivant les règles définies. Si un lien sert de source à l'article, son insertion dans le texte est à faire par les notes de bas de page.
- La présentation des références doit suivre les conventions bibliographiques. Il est recommandé d'utiliser les modèles {{Ouvrage}}, {{Chapitre}}, {{Article}}, {{Lien web}} et/ou {{Bibliographie}}. Le mode d'édition visuel peut mettre en forme automatiquement les références.
- Insérer une infobox (cadre d'informations à droite) n'est pas obligatoire pour parachever la mise en page.

Pour une aide détaillée, merci de consulter Aide:Wikification.
Si vous pensez que ces points ont été résolus, vous pouvez retirer ce bandeau et améliorer la mise en forme d'un autre article.
Le Journal of Biblical Literature (JBL) est une publication anglophone internationale et trimestrielle fondée en 1881 et spécialisée dans l’exégèse biblique selon la méthode historico-critique. Le JBL est l'une des trois revues académiques publiées par la Society of Biblical Literature (SBL). Le JBL comprend des articles scientifiques, des notes critiques et des recensions rédigés par des membres de la Société.
Le JBL est disponible en ligne ainsi qu'en version imprimée. Il dispose d'une fenêtre mobile de libre accès. Outre le numéro actuel, les trois dernières années de JBL sont accessibles gratuitement au public sous forme de fichier PDF, après inscription sur le site web de la SBL. Les numéros précédents, remontant à 1881, sont disponibles dans la collection JSTOR Arts et Sciences III.

## Histoire
La revue était publiée à l'origine sous le titre Journal of the Society of Biblical Literature and Exegesis. Le nom actuel a été adopté avec le volume 9 (1890).
Lors de sa quatrième réunion, le 29 décembre 1881, le conseil de la SBL a voté l'impression de 500 exemplaires d'une revue, y compris le texte intégral des articles lus lors des réunions annuelles.
De 1882 à 1905, le JBL se présentait sous la forme d'une livraison annuelle, même si deux parutions ont eu lieu en 1886 et 1887. Il est devenu semestriel de 1906 à 1911, puis trimestriel à partir de 1912, avec une interruption en 1915.
En 1916, le troisième assistant du ministre des Postes des États-Unis a refusé d'accorder au JBL la remise de deuxième classe pour les revues savantes, au motif qu'elle n'était « pas scientifique ».
Le JBL a été publié à Leipzig pendant toute la durée de la Première Guerre mondiale et jusqu'à la période nazie.

## Rédacteurs en chef
La liste des rédacteurs en chef du JBL est la suivante  :
| 1880–1883    | Frederic Gardiner                |
| 1883–1889    | Hinckley Gilbert Thomas Mitchell |
| 1889–1894    | George Foot Moore                |
| 1894–1900    | David Gordon Lyon                |
| 1901–1904    | Lewis B. Paton                   |
| 1905–1906    | James Hardy Ropes                |
| 1907         | Benjamin Wisner Bacon            |
| 1908–1909    | Julius A. Bewer                  |
| 1910–1913    | James Alan Montgomery            |
| 1914–1921    | Max Leopold Margolis             |
| 1922–1929    | George Dahl                      |
| 1930–1933    | Carl Herman Kraeling             |
| 1934         | George Dahl                      |
| 1935–1942    | Erwin Ramsdell Goodenough        |
| 1943–1947    | Robert H. Pfeiffer               |
| 1948–1950    | J. Philip Hyatt                  |
| 1951–1954    | Robert C. Dentan                 |
| 1955–1959    | David Noel Freedman              |
| 1960–1969    | Morton S. Enslin                 |
| 1970         | John HP Reumann                  |
| 1971–1976    | Joseph Augustine Fitzmyer        |
| 1977–1982    | John Haralson Hayes              |
| 1983–1988    | Victor Paul Furnish              |
| 1989–1994    | John J. Collins                  |
| 1995–1999    | Jouette M. Bassler               |
| 2000–2006    | Gail R. O'Day                    |
| 2006–2011    | James C. Vanderkam               |
| 2012–2018    | Adele Reinhartz                  |
| 2019–présent | Mark G. Brett                    |